# Lullaby (álbum de James Walsh)
Lullaby (canción de cuna) es un álbum creado por el compositor británico James Walsh en el año 2012 luego de su receso en la banda de rock Starsailor.

## Lista de canciones
1. Road Kill Jesus (2:37)
2. Lullaby Song (5:09)
3. Helen's Song (4:17)
4. Start Again (3:29)
5. Counting Song (4:25)
6. Culling Song (3:23)
7. Angel of Death (3:46)
8. Noise-a-Phobe (3:53)
9. I Told You Once (4:35)
10. Paper Rose (3:30)
11. Making You Love Me (Love Spell) (4:00)
12. This Town (3:51)
13. Sticks and Stones (3:40)
14. White Noice (4:36)

- Datos: Q6702836